# Bebé tira al bersaglio
Bebé tira al bersaglio (Bébé tire à la cible) è un cortometraggio muto del 1912 diretto da Louis Feuillade.

## Trama
Lo zio di Bébé ha la brutta idea di regalargli una piccola carabina. Dopo aver sparato al lampadario e combinato altri guai sparerà al sedere della domestica a cui si era attaccato per sbaglio un bersaglio.

## Produzione
Il film fu prodotto dalla Société des Etablissements L. Gaumont

## Distribuzione
Distribuito dalla Société des Etablissements L. Gaumont, uscì nelle sale cinematografiche francesi nel gennaio 1912.
Negli Stati Uniti fu distribuito il 25 aprile 1912 con il titolo Jimmie Pulls the Trigger.